# Johan David Cneiff
Johan David Cneiff, född 1722 i Stockholm, död 10 oktober 1791 i Kaskö, Närpes socken, var en svensk provinsialschäfer och pionjär inom fåraveln i Finland.
Cneiff var son till handelsmannen David Benedikt Cneiff. Efter att ha studerat vid trivialskolan i Vasa blev han student vid Kungliga Akademien i Åbo 1740. 1741-43 var han schäferidiscent vid Höjentorps schäferiskola och utnämndes redan 1743 till provinsialschäfer i Österbottens län. Cneiff gjorde vidsträckta resor i länet och förmådde stadsbefolkningen och ståndspersonerna på landet att anlägga schäferier. Det mest betydande av dessa upprättades i Vasa 1744 som ett andelsbolag och övertogs senare av Johan Bladh. Mindre schäferier anlades även i Uleåborg, Kristinestad och Brahestad. Även bland prästerskapet lyckades Cneiff väcka intresse, bland annat Anders Chydenius och hans far hade schäferier, vilkas får även genom Jakob Stenius den yngre spreds till Karelen.
Avsikten var att anlägga yllefabriker i städerna så snart tillräckligt många får av god ras och redan 1745 erhölls tillstånd att anlägga ett ylle- och linneväveri i Vasa, senare även en yllefabrik i Brahestad. 1745 bosatte sig Cneiff i Kaskö.
Cneiff var även verksam som ekonomisk författare. 1757 utgav han Tanckar, huru en tilbörlig landthushållning skyndsammast synes kunna uphjelpas i Österbottn. Samma år publicerade Vetenskapsakademien hans uppsats Berättelse om skäl-fänget i Österbotten vilken belönades med akademiens jetong.